# 섀스티나산

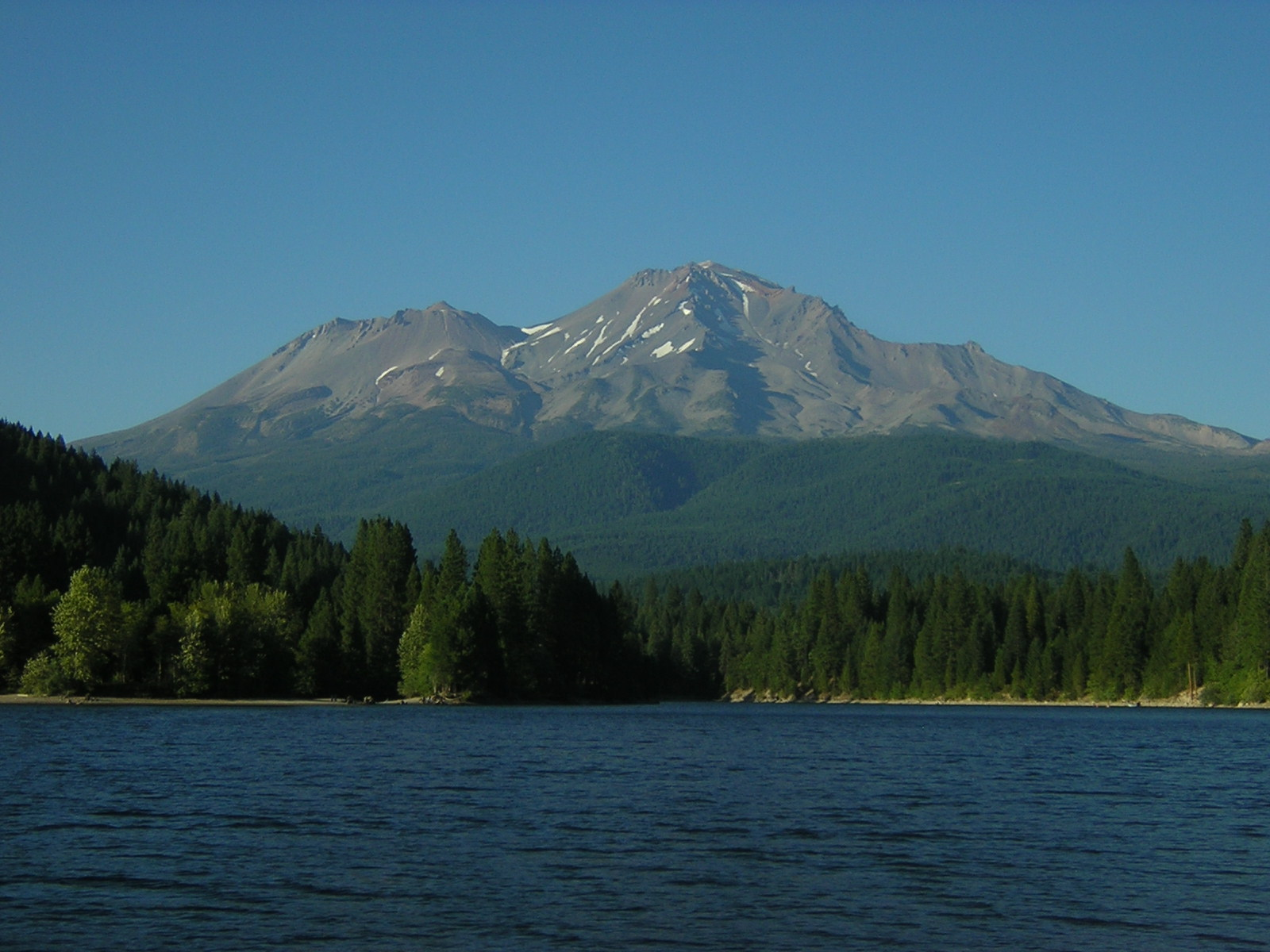

섀스티나산(영어:Shastina)은 미국 캘리포니아주에 있는 섀스타 산의 봉우리 중 하나이며, 섀스타 봉과 다르게 이곳은 분화구와 작은 화구호가 있다. 이곳은 분화 기록이 있으며, 그로 인하여 함몰되어 생겼다. 그러나 칼데라는 아니다. 왜냐하면 지름이 1km미만이기 때문이다.